# Piața Basarabiei din Kiev

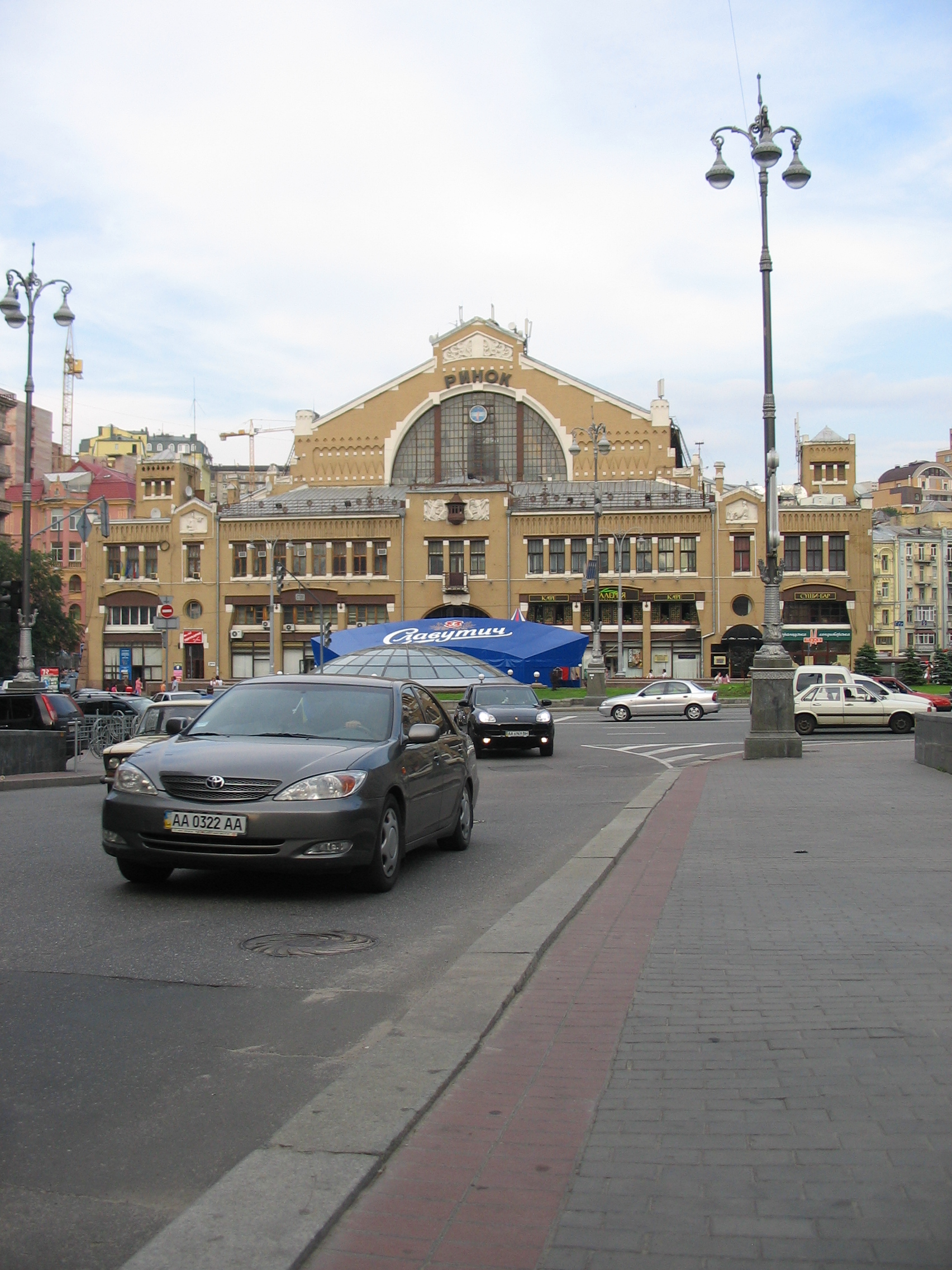
Intersecție în Piața Basarabiei din Kiev

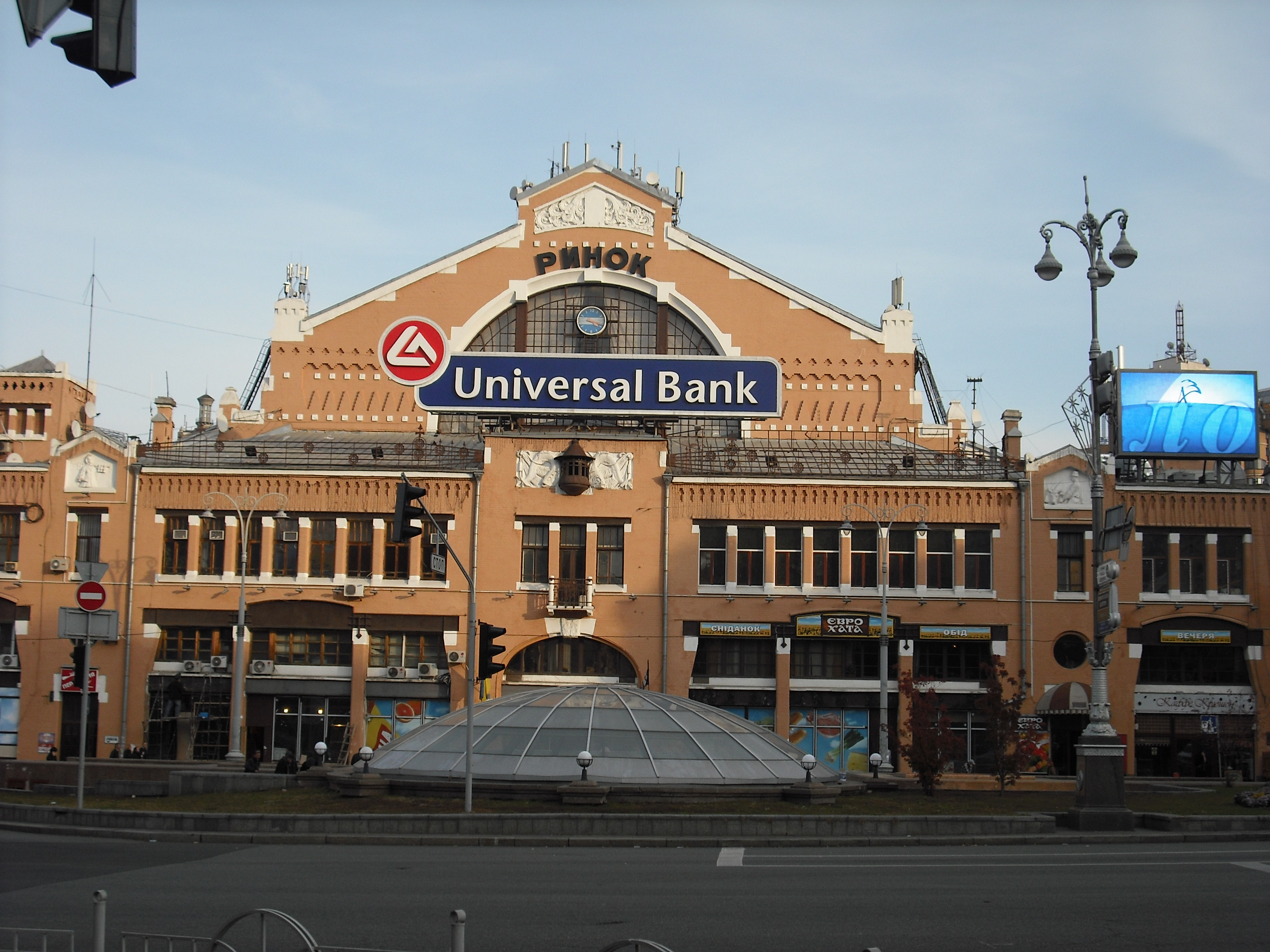
Clădirea pieței comerciale

Piața Basarabiei (în ucraineană Бессарабська площа) este o piață situată în centrului orașului Kiev (Ucraina), aceasta se află în cartierul omonim – Bessarabka (Basarabeanca). Piața se află în raionul Șevcenkivski, între Hreșciatik și bulevardul Taras Șevcenko.
Spre sfârșitul secolului al XVIII-lea, începutul celui de-al XIX-lea aici a apărut o stație poștală tractată (pe locul unui vechi cimitir luteran), a existat, de asemenea, în apropiere un lac, care era alimentat de izvoarele subterane.
În legătură cu construirea Hreșciatikului în 1812, cimitirul de pe acest loc a fost închis și strămutat în regiunea Zvirineț a orașului, pe la sfârșitul anilor 1830. Ulterior, cam în aceeași perioadă de timp, aici la limita de atunci a orașului, a apărut o piață spontană. Aici se adunau comercianți din Malorusia, Noua Rusie și Basarabia, de acolo provenind și numele pieței. Printre bunurile comercializate se numărau vinul și fructele.
Începând cu 1881, piața poartă numele actual. 